# ヘルムート・ヴァイトリング
ヘルムート・オットー・ルートヴィヒ・ヴァイトリング（Helmuth Otto Ludwig Weidling, 1891年11月2日 - 1955年11月17日）は、ドイツの陸軍軍人。砲兵大将（国防軍）。ベルリンの戦いにおける最後のベルリン防衛軍司令官を務めた。

## 来歴

### 第一次世界大戦〜戦間期
ドイツ帝国プロイセン王国ザクセン州のハルバーシュタット（現：ザクセン＝アンハルト州）出身。1911年に陸軍に入隊し、ブレスラウの砲兵連隊に配属された後、ベルリンに転属となり、1912年8月10日に中尉に昇進する。
第一次世界大戦では陸軍飛行船の飛行船司令として「LZ97」「LZ113」を指揮し、1917年に、ドイツ陸軍が飛行船の運用を停止し、ドイツ帝国海軍のみが飛行船を運用するようになってからは、砲兵部隊の指揮を執り、砲台指揮官として敗戦を迎える。戦後はヴァイマル共和国軍に残り、1922年6月1日に第4砲兵連隊長に任命される。1932年6月1日に少佐、1935年9月1日には中佐に昇進した。

### 第二次世界大戦

#### 東部戦線
1938年11月に大佐に昇進し第56砲兵連隊長に任命される。1939年に同連隊を指揮してポーランド侵攻作戦に参加した。1940年4月に第40装甲軍団砲兵部隊の指揮官となり、フランス侵攻戦（黄色作戦）及びバルバロッサ作戦に従軍。1942年1月1日に第86歩兵師団長に任命され、2月1日に少将に昇進する。翌年1943年1月1日には中将となった。
1943年7月4日から20日にかけてクルスクの戦いに従軍し、10月15日に第41装甲軍団司令官に任命され、1944年1月1日砲兵大将に昇進した。6月19日から7月1日にかけて司令官職を一時離れ、エドムント・ホフマイスターが後任となった。第41装甲軍団はバグラチオン作戦に第9軍指揮下で参加したがボブルイスクの戦闘で敗北し、ヴァイトリングが復帰した時には第41装甲軍団は壊滅状態となっていた。その後は第4軍の下に再編成され、東プロイセン国境に配備された。1945年4月10日に陸軍総司令部の指揮官予備部に異動となり、4月13日にソ連軍は東プロイセンに侵攻した。
4月12日にヴァイクセル軍集団指揮下の第56装甲軍団司令官に任命される。4月16日にゼーロウ高地の戦いに参加した際、ヴァイクセル軍集団はドイツ軍の中央部に配置されていたが、戦車の数がソ連軍に比べ圧倒的に不足していたため戦況は不利な状況で、4月19日に中央軍集団が敗走し、ヴァイクセル軍集団司令官ゴットハルト・ハインリツィは部隊に撤退を命令した。ベルリン防衛の最終ラインであったゼーロウ高地が突破されたことにより、ソ連軍はベルリンに進撃し、ヴァイトリングは部隊を率いてベルリンの戦いに加わることになる。

#### ベルリン防衛戦
1945年4月22日、当時ヴァイトリングはベルリン東部の防衛を担当していたが、指揮所が刻々と後退することをもって陣地死守の命令に反するとして抗命罪の汚名を着せられ、銃殺刑を宣告された。しかし総統地下壕へ出頭してアドルフ・ヒトラーに直接現状を説くと、一転して銃殺刑は撤回され、翌23日にはベルリン防衛軍司令官に任命された。これによって5個師団及び武装親衛隊の兵力4万5,000人が指揮下に入った。さらに補充部隊として4万人が指揮下に入ったが、これは十代そこそこの少年から第一次大戦を経験したというだけで狩り出された老人で編成された国民突撃隊といったその場しのぎの戦力であり、数で圧倒的に勝るソ連軍に対し戦局は絶望的だった。ヴァイトリングは官庁街防衛司令官ヴィルヘルム・モーンケの部隊2,000人と共にソ連軍に対処することになった。
ヴァイトリングは市街を「A」〜「H」の8区画に分けて、第9降下猟兵師団をフリードリヒ通り駅付近、第11SS義勇装甲擲弾兵師団をアンハルト駅付近、第18装甲擲弾兵師団をグルーネヴァルト付近、ミュンヘベルク装甲師団をヴィルマースドルフ付近に、第20装甲擲弾兵師団をヴァンゼー・ポツダム方面というようにベルリン市街の各所に配備したが、これらの部隊のほとんどは実戦経験が皆無だった。
4月26日にベンドラー街の陸軍総司令部に作戦本部を設置し、参謀たちは昼夜を問わず作戦に追われることになった。同日、テンペルホーフ空港のソ連軍を攻撃し戦果を上げるが、反撃を受けそれ以上の進撃は不可能となった。27日夜、総統地下壕に向かったヴァイトリングはヒトラーに戦況を報告すると同時にベルリン脱出計画を進言するが、ヒトラーに脱出を拒否されている。翌27日、ソ連軍はベルリンを完全包囲し各所を占拠していた。この際、ヒトラーユーゲント指導者アルトゥール・アクスマンに対してヒトラーユーゲントの戦線投入を中止するように命令しているが、戦況の混乱のため命令が実施されず、多くのヒトラーユーゲントが戦死した。29日にヴァイトリングは指揮官たちと会談し、ポツダム近郊のシュヴィーロウ湖畔にあるフェルヒまで進出していた第12軍と接触が可能か議論し、22時に脱出を開始するように指示した。

#### 降伏

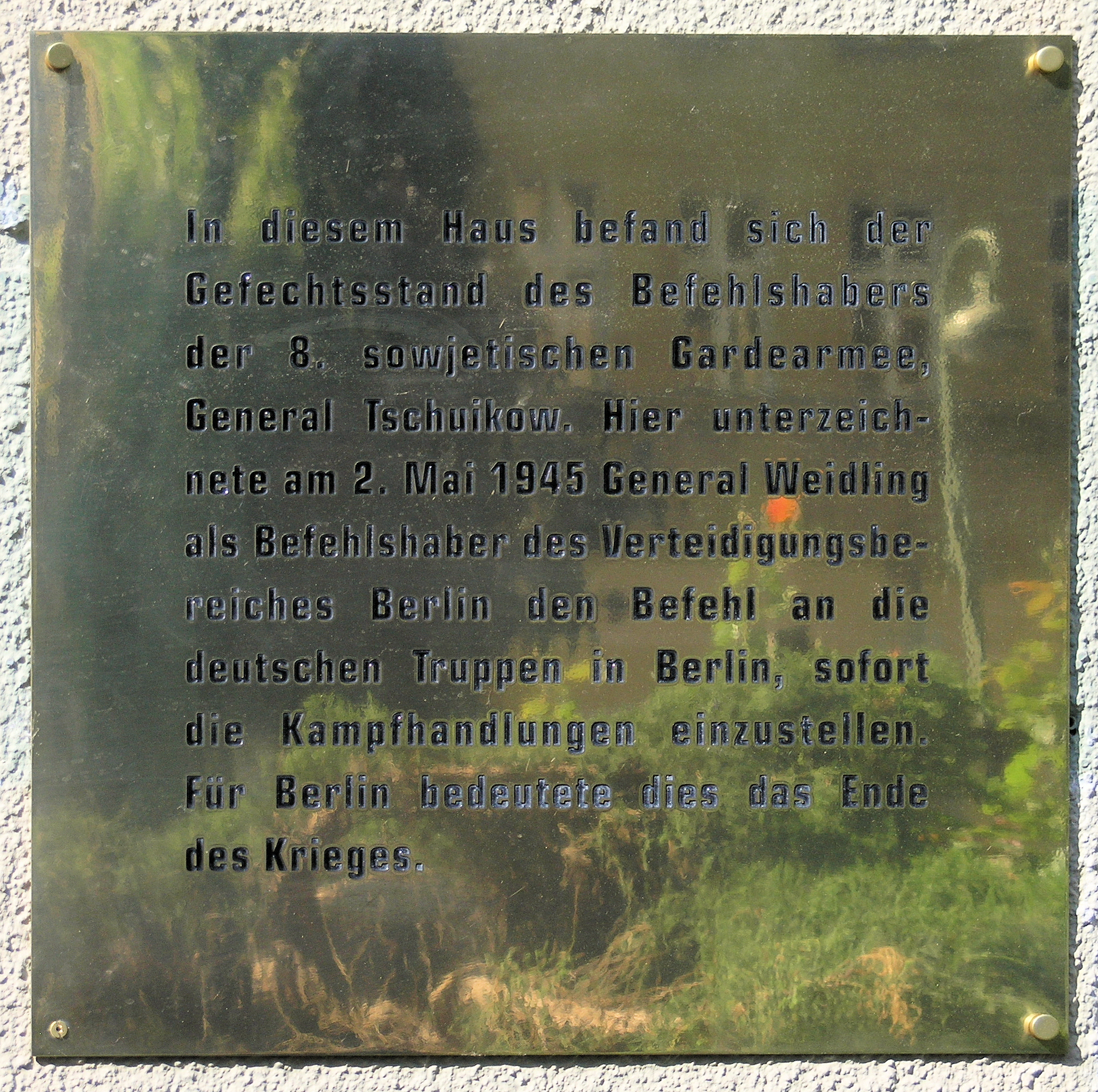
ベルリン・テンペルホーフにある降伏を記念するプレート

4月30日午前、ヴァイトリングはヒトラーと会談し、今夜中に弾薬を使い果たすことを伝えると同時に生存者のベルリン脱出計画の立案を進言した。ヒトラーは即答を避けたが、午後1時に脱出計画に関する権限を与え、ヴァイトリングは作戦本部に戻った。その後、再び総統地下壕に戻ったヴァイトリングは、ハンス・クレープス、ヨーゼフ・ゲッベルス、マルティン・ボルマンからヒトラーが自殺したことを知らされ、ソ連軍との休戦交渉が終わるまで口外しないように命令される。作戦本部に戻ったヴァイトリングは参謀のハンス・レーファーに「何が起きたかは言えないが、参謀たち全員を呼んで欲しい」と伝え、参謀長テオドール・フォン・ダフィングら参謀を招集した。
5月1日、ソ連軍との停戦交渉が失敗し、ヒトラーの後継首相ゲッベルスが自殺した。ヴァイトリングは生存者にベルリンからの脱出を指示し、ソ連軍との交渉を担当することになった。5月2日午前6時30分、ヴァイトリングはダフィングと共にソ連第8親衛軍司令官ワシーリー・チュイコフに降伏を申し入れ、午前8時23分にチュイコフと会談した。ヴァイトリングはチュイコフとワシーリー・ソコロフスキーの命令により降伏文書に署名し、戦闘を続ける各部隊に対して以下の放送を行うと同時に文書のコピーを配布し、午後3時に戦闘は終了した。

### 死去
敗戦後、ソビエト連邦に抑留されGPUの尋問を受ける。1952年2月27日にモスクワの軍事裁判所で懲役25年の判決を受け、1955年11月17日、ウラジーミルのKGBの収容所にて死去。KGBの文書には、死因は「動脈硬化に伴う循環器疾患」と記録されている。

## 叙勲
- 騎士鉄十字章：1943年1月15日
- 柏葉付騎士鉄十字章：1944年2月22日
- 柏葉剣付騎士鉄十字章：1944年11月28日

## 登場作品

### 書籍
- ヨアヒム・フェスト（鈴木直訳）『ヒトラー　最期の12日間』岩波書店、2005年、ISBN 4-00-001934-1
- 高橋慶史『続 ラスト・オブ・カンプフグルッペ』大日本絵画、2005年、ISBN 4-499-22748-8
- アントニー・ビーヴァー（川上洸訳）『ベルリン陥落　1945』白水社、2004年、ISBN 4-56-002600-9。

### 映画
- ヒトラー 〜最期の12日間〜　2004年公開　ドイツ・イタリア・オーストリア合作映画
- ベルリン陥落1945　2008年公開　ドイツ・ポーランド合作映画